# Deutsche Fußballmeisterschaft 1957/58
Deutscher Fußballmeister 1958 wurde der FC Schalke 04. Die Schalker gewannen den Titel durch einen 3:0-Sieg über den Hamburger SV. Pokalsieger wurde der VfB Stuttgart.

## Teilnehmer

### Teilnehmer an der Qualifikationsrunde
| 1. FC Köln           | → Zweiter der Oberliga West 1957/58    |
| 1. FC Kaiserslautern | → Zweiter der Oberliga Südwest 1957/58 |

### Teilnehmer an der Endrunde
| Hamburger SV           | → Meister der Oberliga Nord 1957/58       |
| Eintracht Braunschweig | → Zweiter der Oberliga Nord 1957/58       |
| FC Schalke 04          | → Meister der Oberliga West 1957/58       |
| FK Pirmasens           | → Meister der Oberliga Südwest 1957/58    |
| Karlsruher SC          | → Meister der Oberliga Süd 1957/58        |
| 1. FC Nürnberg         | → Zweiter der Oberliga Süd 1957/58        |
| Tennis Borussia Berlin | → Meister der Vertragsliga Berlin 1957/58 |
| 1. FC Köln             | → Sieger der Qualifikationsrunde          |

## Qualifikationsrunde
| Datum      |            | Ergebnis  |                      |
| ---------- | ---------- | --------- | -------------------- |
| Sa, 19.04. | 1. FC Köln | 3:3 n. V. | 1. FC Kaiserslautern |

### Wiederholungsspiel
| So, 20.04.                                               | 1. FC Köln | 3:0 (1:0) | 1. FC Kaiserslautern |
| damit qualifizierte sich der 1. FC Köln für die Endrunde |            |           |                      |

## Vorrunde

### Gruppe 1
| Datum      |                | Ergebnis  |                |
| ---------- | -------------- | --------- | -------------- |
| Sa, 26.04. | Hamburger SV   | 3:1 (1:1) | 1. FC Köln     |
| Sa, 26.04. | FK Pirmasens   | 2:2 (0:1) | 1. FC Nürnberg |
| So, 04.05. | Hamburger SV   | 3:1 (0:1) | 1. FC Nürnberg |
| So, 04.05. | FK Pirmasens   | 1:1 (1:0) | 1. FC Köln     |
| Sa, 10.05. | Hamburger SV   | 2:1 (1:1) | FK Pirmasens   |
| Sa, 10.05. | 1. FC Nürnberg | 4:3 (1:3) | 1. FC Köln     |

#### Abschlusstabelle
| Pl. | Verein         | Sp. | S | U | N | Tore    | Quote | Punkte |
| --- | -------------- | --- | - | - | - | ------- | ----- | ------ |
| 1.  | Hamburger SV   | 3   | 3 | 0 | 0 | 008:300 | 2,67  | 06:0   |
| 2.  | 1. FC Nürnberg | 3   | 1 | 1 | 1 | 007:800 | 0,88  | 03:30  |
| 3.  | FK Pirmasens   | 3   | 0 | 2 | 1 | 004:500 | 0,80  | 02:40  |
| 4.  | 1. FC Köln     | 3   | 0 | 1 | 2 | 005:800 | 0,63  | 01:50  |

### Gruppe 2
| Datum      |                        | Ergebnis  |                        |
| ---------- | ---------------------- | --------- | ---------------------- |
| Sa, 26.04. | FC Schalke 04          | 4:1 (1:1) | Eintracht Braunschweig |
| Sa, 26.04. | Karlsruher SC          | 1:0 (0:0) | Tennis Borussia Berlin |
| So, 04.05. | FC Schalke 04          | 9:0 (2:0) | Tennis Borussia Berlin |
| So, 04.05. | Karlsruher SC          | 2:1 (0:0) | Eintracht Braunschweig |
| Sa, 10.05. | FC Schalke 04          | 3:0 (1:0) | Karlsruher SC          |
| Sa, 10.05. | Eintracht Braunschweig | 8:3 (3:1) | Tennis Borussia Berlin |

#### Abschlusstabelle
| Pl. | Verein                 | Sp. | S | U | N | Tore    | Quote | Punkte |
| --- | ---------------------- | --- | - | - | - | ------- | ----- | ------ |
| 1.  | FC Schalke 04          | 3   | 3 | 0 | 0 | 016:100 | 16,00 | 06:0   |
| 2.  | Karlsruher SC          | 3   | 2 | 0 | 1 | 003:400 | 0,75  | 04:20  |
| 3.  | Eintracht Braunschweig | 3   | 1 | 0 | 2 | 010:900 | 1,11  | 02:40  |
| 4.  | Tennis Borussia Berlin | 3   | 0 | 0 | 3 | 003:180 | 0,17  | 0:60   |

## Finale
| FC Schalke 04                                            | FC Schalke 04 | Hamburger SV | Hamburger SV |
| -------------------------------------------------------- | --- | --- | ------------ |
| FC Schalke 04                                            | \| Sonntag, 18. Mai 1958 in Hannover (Niedersachsenstadion) \| \| Ergebnis: 3:0 (2:0) \| \| Zuschauer: 81.000 \| \| Schiedsrichter: Albert Dusch (Kaiserslautern) \|                                          | \| Sonntag, 18. Mai 1958 in Hannover (Niedersachsenstadion) \| \| Ergebnis: 3:0 (2:0) \| \| Zuschauer: 81.000 \| \| Schiedsrichter: Albert Dusch (Kaiserslautern) \|                                   | Hamburger SV |
| FC Schalke 04                                            | Manfred Orzessek – Helmut Sadlowski, Günter Brocker – Otto Laszig – Günter Karnhof, Karl Borutta – Heiner Kördell, Manfred Kreuz – Günter Siebert, Willi Koslowski, Berni Klodt Cheftrainer: Eduard Frühwirth | Horst Schnoor – Erwin Piechowiak, Franz Klepacz – Jürgen Werner, Josef Posipal, Jochenfritz Meinke – Gerhard Krug, Klaus Stürmer, Uwe Seeler, Günter Schlegel, Uwe Reuter Cheftrainer: Günter Mahlmann | Hamburger SV |
| FC Schalke 04                                            | 1:0 Klodt (5.) 2:0 Klodt (30.) 3:0 Kreuz (81.) | | Hamburger SV |
| Sonntag, 18. Mai 1958 in Hannover (Niedersachsenstadion) | | |              |
| Ergebnis: 3:0 (2:0)                                      | | |              |
| Zuschauer: 81.000                                        | | |              |
| Schiedsrichter: Albert Dusch (Kaiserslautern)            | | |              |